# Junta de Fiscales de Sala
La Junta de Fiscales de Sala es uno de los órganos del Ministerio Fiscal de España. Se trata de un órgano colectivo de asesoramiento al fiscal general del Estado, formado por el teniente fiscal, los fiscales de Sala del Tribunal Supremo y el fiscal de la Secretaría Técnica, que actúa como secretario de la Junta.
La Junta de Fiscales de Sala se creó por Real Decreto de 9 de noviembre de 1860, por aquel entonces denominada «Cuerpo Fiscal», como un órgano de consulta y asesoramiento al fiscal del Tribunal Supremo. Estaba integrado por el teniente y los abogados fiscales del Tribunal Supremo. Durante gran parte de su historia se ha denominado Junta de Fiscales del Tribunal Supremo o Junta de Fiscales Generales y, desde la aprobación del Estatuto Orgánico del Ministerio Fiscal (EOMF) de 1981, se denomina Junta de Fiscales de Sala.

## Atribuciones
La Junta de Fiscales de Sala tiene como atribuciones las de asistir al fiscal general del Estado en materia doctrinal y técnica respecto a (Art. 14.2 EOMF):
- Formación de los criterios unitarios de interpretación y actuación legal.
- Resolución de consultas.
- Elaboración de las memorias y circulares.
- Preparación de proyectos e informes que deban ser elevados al Gobierno.
- Cualesquiera otras, de naturaleza análoga, que el fiscal general del Estado estime procedente someter a su conocimiento y estudio.

## Otras juntas de fiscales
De forma análoga a la Junta de Fiscales del Tribunal Supremo, en el resto de fiscalías del Ministerio Fiscal existe una junta formada por los fiscales que conforman esta.
Asimismo, para garantizar la unidad y coordinación territorial del Ministerio Fiscal, desde 2007 existe la Junta de Fiscales Superiores de las Comunidades Autónomas, formada por el fiscal general, el teniente fiscal, los fiscales superiores de las Comunidades Autónomas y el fiscal jefe de la Secretaría Técnica, que actúa como secretario.